# Kruszyna (obwód brzeski)
Kruszyna (biał. Крушын; ros. Крушин) – wieś na Białorusi, w obwodzie brzeskim, w rejonie stolińskim, w sielsowiecie Widzibór.
W dwudziestoleciu międzywojennym chutor leżący w Polsce, w województwie poleskim, w powiecie stolińskim, w gminie Stolin. Po II wojnie światowej w granicach Związku Sowieckiego. Od 1991 w niepodległej Białorusi.